# جامعة سنار
جامعة سنار هي إحدى الجامعات الحكومية السودانية وسميت بهذا الاسم نسبة لولاية سنار، وتنتشر فروع الجامعة في عدة مدن في الولاية بداية بمدينة أبو نعامة التي توجد بها إدارة الجامعة وسنجة عاصمة الولاية ومدينة سنار التي يوجد بها مجمعين لكليات الجامعة وتوجد بها أغلب الكليات بالإضافة إلى منطقتي السوكي و أبو حجار.

## النشأة
أنشئت جامعة سنار عام 1993 م وصدر قانون الجامعة والذي بموجبه أنشئت عام 1995 م حيث تحول اسمها من جامعة النيل الأزرق إلى جامعة سنار. وقد كانت كلية أبونعامة للزراعة والموارد الطبيعية التي أنشئت عام 1977 م هي النواة الأولى للجامعة.
فلسفة الجامعة:
- الجامعة دار للعلم تعمل على تحصيله وتدريسه وتطوير مناهجه ونشره في إطار الأهداف العامة للدولة والبرامج التي يضعها المجلس القومي للتعليم العالي والبحث العلمي وتعمل عن طريقه على خدمة الوطن وتنمية موارده وعلى نهضة البلاد فكرياً وعلمياً واقتصادياً واجتماعياً وثقافياً.
- تأكيد هوية الأمة وأصالتها من خلال المناهج التي تقرها الجامعة وتطبقها.
أهداف الجامعة العامة:
1. تأهيل الطلاب علمياً و تربوياً لنيل الإجازات العلمية (البكالوريوس والدبلوم التقني والدبلوم فوق الجامعي والماجستير والدكتوراه).
2. تطبيق التقنية الحديثة وتأهيل الطلاب لنيل الدبلوم التقني.
3. إجراء البحوث والدراسات ذات الصلة بالتنمية الإقتصادية والإجتماعية.
4. إعداد الطلاب كقيادات عامة فكرية ومهنية مؤمنة بربها في مجالات المعرفة الإنسانية والمهنية والتقنية لتكون قادرة على النهوض بالمجتمع على المستويين القومي والمحلي وفق مناهج دراسية نابعة من المعتقدات والموروثات الإسلامية والعربية والأفريقية.
5. المشاركة في جهود الدولة في مجال التخطيط للإرتقاء بالخدمات وزيادة الإنتاج وذلك بإنشاء مراكز متخصصة للخدمات والإهتمام بالبحوث التطبيقية وتنظيم اللقاءات العلمية والإسهام في المجالس العلمية المتخصصة في كافة مستوياتها.
6. الإسهام في رفع كفاءة العاملين في القطاعين العام والخاص في المجالات الإجتماعية والإقتصادية والخدمية وذلك بإعداد الدورات التدريبية التي تمكنهم من زيادة قدراتهم للمشاركة في التنمية والتطوير.
7. تبسيط المعرفة العلمية ونشرها بكافة السبل.
8. إيجاد علاقات بين الجامعة ومؤسسات التعليم العالي والبحوث داخل وخارج السودان توثيقاً لرباط العلم وتبادلاً للخبرات والتجارب.
9. تشجيع الدراسات والبحوث المرتبطة بالبيئة السودانية عامة وبيئة ولاية سنار خاصة بغرض توظيفها لخدمة المجتمع وترقية الحياة فيه وربط الخريج بمجتمعه.

## مكونات الجامعة
تضم الجامعة تسع كليات ومراكز للبحث والتدريب بالإضافة إلى مركزٍ صحيٍ وعدد من الوحدات الصحية التي تقدم الرعاية الصحية للطلاب والعاملين وأسرهم.
وهناك خمسة مجمعات تتكون منها جامعة سنار هي:
1. (مجمع مدينة أبو نعامة) ويقع جنوب ولاية سنار على مسافة 55 كيلومتر من مدينة سنجة حاضرة الولاية. يضم هذا المجمع مقر إدارة الجامعة وكلية الزراعة وكلية الدراسات العليا والبحث العلمي وعمادة المكتبات ومساكن هيئة التدريس والموظفين وداخليات الطلاب والطالبات ومركز صحي ومركز توزي للتدريب الفني للآلات الزراعية ومزرعة الجامعة بأبي نعامة ومزرعة مركز توزي.
2. (مجمع مدينة سنار) ويضم كلية الطب والعلوم الصحية وكلية الهندسة وكلية العلوم الإسلامية والعربية وكلية الاقتصاد والعلوم الإدراية ومركز التدريب والتنمية البشرية ومركز السلطنة الزرقاء للدراسات السودانية والبحوث ومكاتب إدارة الجامعة الفرعية وعمادة الطلاب واستراحات وسكن الطلاب والطالبات.
3. (مجمع مدينة السوكي) ويضم كلية الموارد الطبيعية والدراسات البيئية وسكن هيئة التدريس.
4. (مجمع مدينة سنجة) ويقع في حاضرة الولاية ويضم كلية التربية واستراحات هيئة التدريس وسكن الطلاب والطالبات والوحدة الصحية.
5. (مجمع مدينة أبوحجار) ويضم رئاسة كلية المجتمع ولها عدة فروع منتشرة بالولاية.
6. (مجمع مدينة الدندر) ويضم كلية الطب البيطري نظراََ لما تشهده المنطقة من ثروة حيوانية

## الأقسام والكليات
1. كلية الطب والعلوم الصحية
2. كلية الهندسة
  1. قسم هندسة الكهرباء
  2. قسم الهندسة المدنية
  3. قسم الهندسة الزراعية
  4. قسم الهندسة الميكانيكية
  5. قسم هندسة الحاسوب
3. كلية الدراسات والبحث العلمي
4. كلية الزراعة
5. كلية الانتساب
6. كلية التمريض
7. كلية الموارد الطبيعية والدراسات البيئية
8. كلية الآداب
9. كلية التربية
10. كلية المجتمع
11. كلية الاقتصاد والعلوم الإدارية
12. كلية الشريعة والقانون
13. كلية علوم الحاسوب وتقنية المعلومات

## كلية الطب والعلوم الصحية
كانت بداية الكلية في الدراسة عام 1997 م ومقرها مجمع مدينة سنار وتحتوي على 5 قاعات دراسية، ومبنى يحتوي على ثلاث قاعات، بالإضافة إلى قاعة للمطالعة ومكتبة حديثة داخل المبنى ومشرحة ومعمل للكيمياء الحيوية ومعملان للحاسب الآلي.
يحصل الدارسون في الكلية على بكالوريوس في الطب والجراحة العامة، ومدة الدراسة هي خمس سنوات دراسية بواقع عشر فصول. تعتمد الكلية نظام الساعات المعتمدة .

## كلية الهندسة
وتضم الكلية أقسام (الهندسة المدنية) و (الهندسة الزراعية) و (الهندسة الميكانيكية) و (الهندسة الكهربائية ) و (هندسة الحاسوب) وتوجد الكليات في مجمع مدينة سنار ومدة الدراسة فيهما 5 سنوات بواقع عشر فصول دراسية.

## كلية التربية
انطلاقاً من رؤية جامعة سنار ورسالتها وقيمها الأساسية، تتحدد رؤية كلية التربية ورسالتها. فكلية التربية جامعة سنار تعتبر مؤسسة تربوية أكاديمية رائدة تعمل على ترقية المعرفة التربوية وتطبيقاتها لخدمة المجتمع. من ثم تعمل على تطوير التعليم على كافة المستويات سواء في ذلك من خلال بناء التصورات واتخاذ الإجراءات اللازمة لتكوين الكوادر التربوية، وتطوير التعليم بالتعاون مع كليات الجامعة الأخرى، ووزارة التربية والتعليم، والمدارس العامة والخاصة في مرحلة تعليم الأساس والمرحلة الثانوية والوزارات الأخرى المعنية بالتربية كالثقافة والأعلام والشباب وغيرها
وتضم الكلية الأقسام التالية  
1. قسم الفيزياء والرياضيات
2. قسم اللغة العربية
3. قسم اللغة الإنجليزية
4. قسم الجغرافيا والتاريخ
5. قسم علم النفس
6. قسم مرحلة الأساس
7. وحدة التقويم الذاتي

## مواقع مرتبطة
- الموقع الرسمي لجامعة سنار